# (33248) Nataliehowell
(33248) Nataliehowell est un astéroïde de la ceinture principale.

## Description
(33248) Nataliehowell est un astéroïde de la ceinture principale. Il fut découvert le 18 avril 1998 à Socorro (Nouveau-Mexique) par le projet LINEAR. Il présente une orbite caractérisée par un demi-grand axe de 2,64 UA, une excentricité de 0,20 et une inclinaison de 6,1° par rapport à l'écliptique.